# 취리히 알트슈테텐역
취리히 알트슈테텐역(독일어: Bahnhof Zürich Altstetten)은 스위스 취리히시의 알트슈테텐 구역에 있는 기차역이다. 이 역은 취리히에서 올텐으로 가는 간선 노선에 있으며, 취리히에서 아폴테른 암 알비스선을 통해 추크로 가는 교차로이다.
이 역에는 취리히 S-반의 S5, S11, S12, S14, S19, S42 라인이 있다. 또한 바젤에서 취리히 중앙역을 통해 취리히 공항으로, 베른에서 올텐을 통해 취리히까지 연결하는 인터레기오 서비스의 정차 지점이기도 하다.

## 역사
이 사이트의 첫 번째 역은 1847년 스위스 북부 철도에 의해 취리히에서 바덴까지의 선구적인 노선의 일부로 건설되었으며, 따라서 스위스 최초의 기차역 중 하나였다. 시간이 지남에 따라 이 노선은 오늘날의 취리히-올텐 간선이 되었으며, 취리히와 스위스 북부 및 서부를 잇는 주요 철도 노선이 되었다. 취리히에서 추크까지 가는 아폴테른 암 알비스 노선은 1864년에 개통되어 알트슈테텐을 분기점으로 만들었다. 1907년, 두 노선을 모두 인수한 스위스 연방 철도는 역 근처에 정비창을 열었다.

## 운행
역에는 1개의 측면 승강장과 2개의 섬 승강장이 있으며, 5개의 선로가 있으며 역의 북쪽과 남쪽에 역 건물과 출입구가 있다. 플랫폼과 입구는 한 쌍의 보행자 지하철로 연결된다.
트랙 1은 보행자 구역의 역 건물과 매우 가까운 경전철 트랙(포장도로에 매립됨)으로 건설된다. 정상 작동 중에는 사용하지 않는다. 실제로 사용 중인 트랙의 수는 2부터 시작한다. 트랙 5에는 플랫폼이 없다. 이 역에 정차하지 않는 통과 열차에만 사용된다.
대부분의 시간 동안 취리히 S-반의 다음 지역 서비스가 제공된다.
- S5 추크 – 아폴터른 암 알비스 – 취리히 HB – 우스터 – 베치콘 – 라퍼스빌 – 페피콘 SZ
- S11 (아라우 – 렌츠부르크 –) 디에티콘 – 취리히 HB – 취리히 슈테트바흐 –  빈터투어 – 조이차흐 / 젠호프-키부르크 (– 빌라)
- S12 브루크 – 취리히 HB – 취리히 슈테트바흐 –  빈터투어 – 샤프하우젠 / 빌 SG
- S14 아폴터른 암 알비스 – 취리히 HB – 외를리콘 – 우스터 – 베치콘 – 힌빌
- S19 ( 코블렌츠 – 바덴 – ) 디에티콘 – 취리히 HB – 취리히 외를리콘 – 에프레티콘 ( – 페피콘 ZH )
- S42 취리히 HB – 오트마징엔 – 무리 AG

또한 알트슈테텐에서 양방향으로 호출하는 시간당 단일 인터레기오 열차가 있다.
- 취리히 공항과 바젤 SBB 사이.
- 올텐을 통해 쿠어와 베른 사이.

취리히 트램 시스템의 루트 4는 역 북쪽의 종점 역할을 하고 취리히 무궤도 전차 시스템의 루트 31은 역의 남쪽을 지나간다. 취리히 버스 노선 78, 80, 89 및 95도 역의 남쪽을 운행하며 노선 304, 307, 308은 북쪽에서 종착한다.

## 미래 계획
미래 계획에는 알트슈테텐역과 리마트 계곡의 서쪽 지역 사회를 연결 하는 리마탈 경전철 건설이 포함된다. 이 노선은 2020년까지 부분적으로 개통될 예정이며, 알트슈테텐역 서쪽에 있는 파르호프의 도시 트램 시스템과 연결될 예정이며, 기존의 도시 트램 서비스는 슬리에렌까지 경전철 노선을 통해 확장된다.